# Percarbonato di sodio
Il percarbonato di sodio (Na2CO3·1.5H2O2) è il componente base di molti sbiancanti ecocompatibili; nell'industria dei detersivi ha sostituito il perborato di sodio. È un addotto di carbonato di sodio e perossido di idrogeno (cioè un peridrato) la cui formula è più propriamente scritta come 2 Na2CO3 · 3 H2O2. È un solido incolore, cristallino, igroscopico e solubile in acqua.
Il prodotto viene utilizzato in alcuni tipi di candeggina ecologica e altri prodotti per la pulizia e come fonte di laboratorio di perossido di idrogeno anidro.

## Storia
Il percarbonato di sodio fu preparato per la prima volta nel 1899 dal chimico russo Sebastian Moiseevich Tanatar.

## Struttura
A temperatura ambiente, il percarbonato di sodio solido ha la struttura cristallina ortorombica, con il gruppo spaziale cristallografico Cmce. La struttura cambia in Pbca mentre i cristalli vengono raffreddati al di sotto di circa −30 °C.

## Chimica
Dissolto in acqua, il percarbonato di sodio produce una miscela di perossido di idrogeno (che alla fine si decompone in acqua e ossigeno), cationi di sodio Na+ e carbonato CO2−3:
{\displaystyle {\ce {2Na2CO3 * 3H2O2 -> 3H2O2 + 4Na+ + 2CO3^2-}}}
{\displaystyle {\ce {2H2O2 -> 2H2O + O2}}}

## Produzione
Il percarbonato di sodio viene prodotto industrialmente mediante cristallizzazione di una soluzione di carbonato di sodio e perossido di idrogeno, con un adeguato controllo del pH e delle concentrazioni.
In alternativa, il carbonato di sodio secco può essere trattato direttamente con una soluzione di perossido di idrogeno concentrata.
La produzione mondiale di questo composto è stata stimata in diverse centinaia di migliaia di tonnellate per il 2004.

## Usi
Come agente ossidante, il percarbonato di sodio è un ingrediente di numerosi prodotti per la pulizia della casa e del bucato, compresi i prodotti sbiancanti senza cloro. Molti prodotti commerciali mescolano una percentuale di percarbonato di sodio con carbonato di sodio.
Il percarbonato di sodio è anche usato come detergente nei birrifici domestici.
Il percarbonato di sodio può essere usato nella sintesi organica come una comoda fonte di H2O2 anidro, in particolare nei solventi che non possono dissolvere il carbonato ma possono liberare l'H2O2 da esso.  È stato riportato un metodo per la generazione di acido trifluoroperacetico in situ da utilizzare nelle ossidazioni di Baeyer–Villiger da percarbonato di sodio e anidride trifluoroacetica; fornisce un approccio conveniente ed economico a questo reagente senza la necessità di ottenere perossido di idrogeno altamente concentrato.